# Classic Cola
Classic Cola is een colamerk dat exclusief wordt geproduceerd voor supermarktketen Sainsbury's in het Verenigd Koninkrijk. Het werd in het midden van de jaren negentig geïntroduceerd als serieuze concurrent van Coca-Cola, Pepsi en hun grote concurrent op Engels grondgebied Virgin Cola. Dit in tegenstelling tot de meeste huismerken, die veelal slechts een goedkope versie van het "echte" product zijn.
De Britse afdeling van The Coca-Cola Company diende een aanklacht in tegen het merk Classic Cola, omdat het ontwerp van de blikjes te veel zou lijken op die van Coca-Cola. De verkoop van Classic Cola is tegenwoordig redelijk, maar de verkoopcijfers halen het in de verste verte niet bij die van Pepsi en Coca-Cola.